# Израиль на Универсиадах
Израиль принимает участие в Универсиадах начиная с летней Универсиады 1997 года в Сицилии. На зимних Универсиадах спортивная делегация Израиля участвует начиная с Универсиады 2009 года в Харбине.
На настоящее время спортсмены Израиля на всех Универсиадах завоевали в сумме 17 медалей, из них 4 золотые.

## Медальный зачёт
По состоянию на настоящий момент (после летней Универсиады 2021 и зимней Универсиады 2023).

### Медали на летних Универсиадах
| Универсиады    | Золото               | Серебро              | Бронза               | Всего                | Место                |
| -------------- | -------------------- | -------------------- | -------------------- | -------------------- | -------------------- |
| 1997 Сицилия   | 0                    | 1                    | 0                    | 1                    | 30                   |
| 1999 Пальма    | 0                    | 1                    | 1                    | 2                    | 32                   |
| 2001 Пекин     | 1                    | 1                    | 0                    | 2                    | 22                   |
| 2003 Тэгу      | 0                    | 0                    | 2                    | 2                    | 44                   |
| 2005 Измир     | 0                    | 0                    | 0                    | 0                    | —                    |
| 2007 Бангкок   | 0                    | 1                    | 0                    | 1                    | 54                   |
| 2009 Белград   | 0                    | 1                    | 1                    | 2                    | 52                   |
| 2011 Шэньчжэнь | 0                    | 1                    | 0                    | 1                    | 50                   |
| 2013 Казань    | 2                    | 1                    | 1                    | 4                    | 29                   |
| 2015 Кванджу   | 0                    | 0                    | 0                    | 0                    | —                    |
| 2017 Тайбэй    | 0                    | 0                    | 0                    | 0                    | —                    |
| 2019 Неаполь   | 0                    | 0                    | 1                    | 1                    | 57                   |
| 2021 Чэнду     | 0                    | 0                    | 0                    | 0                    | —                    |
| 2023           | Универсиада отменена | Универсиада отменена | Универсиада отменена | Универсиада отменена | Универсиада отменена |
| Всего          | 3                    | 7                    | 6                    | 16                   |                      |

### Медали на зимних Универсиадах
| Универсиады      | Золото               | Серебро              | Бронза               | Всего                | Место                |
| ---------------- | -------------------- | -------------------- | -------------------- | -------------------- | -------------------- |
| 2009 Харбин      | 1                    | 0                    | 0                    | 1                    | ..                   |
| 2011—2017        | не участвовали       | не участвовали       | не участвовали       | не участвовали       | не участвовали       |
| 2019 Красноярск  | 0                    | 0                    | 0                    | 0                    | —                    |
| 2021             | Универсиада отменена | Универсиада отменена | Универсиада отменена | Универсиада отменена | Универсиада отменена |
| 2023 Лейк-Плэсид | не участвовали       | не участвовали       | не участвовали       | не участвовали       | не участвовали       |
| Всего            | 1                    | 0                    | 0                    | 1                    |                      |